# Sydney Ice Dogs
Sydney Ice Dogs je australský poloprofesionální klub ledního hokeje. Založen byl pod názvem The Ice Dogs v roce 2002 a ve stejném roce se stal účastníkem Australian Ice Hockey League - nejvyšší hokejové ligy v Austrálii. K lize byl připojen v rámci expanze, když se její součástí staly i kluby Melbourne Ice a Newcastle North Stars. Současný název klub nese od roku 2009. Domácí zápasy hraje v hale Catholic Club’s ice rink na Sydneyském předměstí Liverpool. Největším úspěchem týmu byl zisk Goodall Cupu
a tedy i titul australského hokejového mistra v roce 2004.